# 용인 벽돌 살인 사건
용인 벽돌 살인 사건(龍仁壁-殺人事件)은 2015년 10월 8일 16시 35분경 경기도 용인시 수지구 신봉동 서홍마을 한일 아파트에서 고양이 집을 지어주던 55세 여성과 29세 남성이 아파트 옥상에서 던져진 벽돌을 머리에 맞아 50대 피해자가 사망하고 20대 피해자가 두개골이 골절되는 부상을 입은 사건이다.
가해자들은 근처 초등학교 신리초등학교의 학생들로 밝혀졌다.
관할서인 용인서부경찰서는 사건 발생 일주일 만에 용의자인 초등학생들을 특정하고 자백을 받았는데, 벽돌을 직접 던진 용의자는 만 9세로 형사처벌은 물론 소년법상 보호처분조차 할 수 없는 연령이어서 불기소 의견으로 검찰에 송치되고, 벽돌 투척에 적극 가담한 것으로 파악된 만 11세의 초등학생만 촉법소년으로 가정법원 소년부에 과실치사상 혐의로 송치되었다.
경찰의 사건 발표에 따르면 가해자 측은 벽돌을 던진 이유가 학교에서 배운 '중력낙하'에 대한 호기심과 실험을 위해서였다고 주장하였는데, 사건 발표 직후 초등교육 과정에는 중력 낙하 실험에 관한 내용이 없다는 사실이 확인돼 논란이 벌어지기도 했다.

## 논란
캣맘(cat mom, cat mum)은 길고양이를 돌보는 여성을 말한다. 사망 사건 발생 후 용의자가 밝혀지기까지의 1주일 동안, 대부분 한국 언론은 피해자들의 피해와 사건의 실체에 관심을 갖기보다는 '캣맘 VS 캣맘 혐오자'의 구도를 만들어 선정적인 논란을 부추겼다. 심지어 기사 검색 조회를 높이기 위해 이 사건이 피해자의 '혐오 동기 제공'에 의해 벌어졌다는 식의 무책임하고 자극적인 기사들이 쏟아져 나왔고, 온라인 상에서는 '캣맘' 혐오 논란이 벌어져 포털사이트 등에서 '캣맘' 키워드를 검색하면 '캣맘 엿먹이는 방법' 등이 검색되는 것을 두고 논란이 일기도 했다.
사건 발생 8일 만인 10월 16일 사건의 용의자가 같은 아파트에 사는 초등학생으로 발표되어, 사건이 길고양이나 '캣맘'에 대한 혐오증과는 별 관련이 없는 것으로 잠정 결론이 났다. 그러자, 이번에는 언론들이 '초등학생도 처벌해야 하지 않느냐'는 뉘앙스의 기사를 앞다퉈 쏟아내고 이른바 온라인 여론은 곧바로 비난의 화살만 돌려 초등학교 어린이에 대해 서슴없이 '살인 용의자'라는 표현까지 써가며 대상만 바꾸어 집단 혐오하는 모습을 드러냈다.

## 같이 보기
- 대한민국 형법 제9조 : 형사책임연령 규정
- 소년법
- 촉법소년